# Степановско-Крынская волость
Степа́новско-Кры́нская во́лость — историческая административно-территориальная единица Миусского, затем Таганрогского округа Области Войска Донского с центром в слободе Степановско-Крынская.
По состоянию на 1873 год состояла из слободы и 4 посёлков. Население — 2940 человек (1470 мужского пола и 1470 — женского), 457 дворовых хозяйств и 6 отдельных дворов.
Поселения волости:
- Степановско-Крынская — слобода у рек Крынка и Орловка в 120 верстах от окружной станицы и за 12 верст от Николаевской железнодорожной станции, 2533 человека, 390 дворовых хозяйств и 6 отдельных домов, в хозяйствах насчитывалось: 156 плугов, 421 лошадь, 628 пар волов, 1521 голова иного рогатого скота, 2715 овец;
- Русско-Орловка — посёлок у реки Орловка за 124 версты от окружной станицы и за 16 верст от Николаевской станции, 97 человек, 16 дворовых хозяйств, в хозяйствах насчитывалось: 8 плугов, 11 лошадей, 25 пар волов, 86 голов иного рогатого скота, 98 овец;
- Усть-Очеретинский — посёлок у реки Гузская за 100 верст от окружной станицы и за 18 верст от Николаевской станции, 240 человек, 41 дворовое хозяйство, в хозяйствах насчитывалось: 16 плугов, 67 лошадь, 64 пары волов, 236 голов иного рогатого скота, 547 овец;
- Тузловский — посёлок у балки Усть-Очеретинская, за 100 верст от окружной станицы и за 18 верст от Николаевской станции, 70 человек, 10 дворовых хозяйств, в хозяйствах насчитывалось: 3 плуга, 8 лошадей, 16 пар волов, 63 головы иного рогатого скота, 43 овцы.

Старшинами волости были: в 1905 году — Иван Никитович Горбатков, в 1907 году — Иван Тютюнник, в 1912 году — В. М. Краеугольный.